# Gabriele Ritschel
Gabriele „Gabi“ Ritschel (* 24. November 1961 in Rüsselsheim) ist eine ehemalige deutsche Judoka, die im Halbmittelgewicht antrat. 
Die 1,68 m große Gabriele Ritschel war 1981, sowie 1987, 1988 und 1989 Deutsche Einzelmeisterin. Mit dem JC Rüsselsheim gewann sie 1983, 1986 und 1987 den Mannschaftstitel in der Judo-Bundesliga.
Ihr erster großer internationaler Erfolg war der Gewinn der Bronzemedaille bei den Europameisterschaften 1982. Ende 1982 erkämpfte sie auch bei den Judo-Weltmeisterschaften 1982 in Paris Bronze, als sie nur gegen die Französin Martine Rottier unterlag. 1983 erreichte sie das Finale der Europameisterschaften, dort verlor sie gegen die Britin Ann Hughes. 1985 erreichte sie abermals das Finale der Europameisterschaften, diesmal unterlag sie der Polin Bogusława Olechnowicz. 1986 unterlag sie im Halbfinale der Europameisterschaften der Britin Diane Bell, sicherte sich aber durch einen Sieg über die Niederländerin Belinda Stoeltjes die Bronzemedaille. Auch 1987 erkämpfte sie eine Bronzemedaille bei den Europameisterschaften.
Nach einem schwächeren Jahr 1988 kehrte Gabriele Ritschel mit einem siebten Platz bei den Europameisterschaften 1989 zurück. Bei den Judo-Weltmeisterschaften 1989 unterlag sie im Halbfinale der Französin Catherine Fleury, sicherte sich aber mit einem Sieg über Diane Bell die Bronzemedaille. Bei den Europameisterschaften 1990 in Frankfurt verlor sie im Halbfinale gegen Diane Bell, gewann aber im Kampf um Bronze gegen Jelena Petrowa aus der Sowjetunion. Nach einem Kreuzbandriss 1991 endete Ritschels internationale Karriere im Jahr vor der olympischen Premiere des Frauenjudo.